# Amastus lividus
Amastus lividus är en fjärilsart som beskrevs av De Toulgoët 1981. Amastus lividus ingår i släktet Amastus och familjen björnspinnare. Inga underarter finns listade i Catalogue of Life.